# Augusto Fantozzi
Augusto Fantozzi (né le 24 juin 1940 à Rome et mort le 13 juillet 2019 dans la même ville) est une personnalité politique et un dirigeant italien, professeur d'université, député lors de la XIIIe législature pour les Démocrates-L'Olivier.

## Biographie
Originaire de Soriano nel Cimino (province de Viterbe), Augusto Fantozzi est diplômé en droit à l'Université de Rome « La Sapienza » en 1963. Il est professeur de droit fiscal à la faculté de droit de ladite Université de Rome « La Sapienza » et à la Luiss. Il se présente aux élections de 1994, sans être élu, avec le Pacte pour l'Italie de Mario Segni. En 1995, il devient ministre des Finances du gouvernement de Lamberto Dini. Élu député en 1996 pour le Renouveau italien (centre-gauche), il redevient ministre du Commerce extérieur de mai 1996 à octobre 1998. Il adhère aux Démocrates en 1998 (le parti de Romano Prodi). En 2001, il est battu par Gianfranco Fini aux élections parlementaires. Le 29 août 2008, sur proposition de Silvio Berlusconi, il est nommé « commissaire extraordinaire » de la compagnie Alitalia,.